# Shō Fukuda
Pour les articles homonymes, voir Fukuda.
Shō Fukuda (福田 翔生, Fukuda Shō), né le 23 mars 2001 à Kitakyūshū au Japon, est un footballeur japonais. Il évolue au poste d'avant-centre au Brøndby IF.

## Biographie

### En club
Né à Kitakyūshū au Japon, Shō Fukuda joue notamment pour le club de football du Lycée Higashi Fukuoka avant de rejoindre le FC Ibamari. Il découvre avec ce club la troisième division japonaise, faisant ses débuts dans cette compétition le 4 juillet 2020 contre le Roasso Kumamoto en entrant en cours de jeu. Son équipe est battue ce jour-là (0-1 score final).
En janvier 2023, Fukuda rejoint le YSCC Yokohama. Le transfert est officialisé en décembre 2022. 
Le 17 août 2023, Shō Fukuda rejoint le Shonan Bellmare dans le cadre d'un transfert permanent. 
Il joue son premier match pour le Shonan Bellmare contre le Urawa Red Diamonds le 25 août 2023 faisant par la même occasion ses débuts en J. League 1, la première division japonaise. Il entre en jeu ce jour-là à la place de Ryota Nagaki, et son équipe est battue par un but à zéro.
Lors de l'été 2025, Shō Fukuda rejoint le Brøndby IF. Le transfert est officialisé le 27 juin 2026 et il signe un contrat de quatre ans, soit jusqu'en mai 2029.